# Luk Van Biesen
Pour les articles homonymes, voir Biesen.
Luk  F. Van Biesen, né le 26 juin 1960 à Bruxelles est un homme politique belge, membre de l'OpenVLD.
Il est comptable-fiscaliste.

## Fonctions politiques
- Ancien échevin de Kraainem.
- Conseiller communal de Kraainem de l'opposition Open
- Député fédéral :
  - du 21 juillet 2004 au 6 mai 2010.
  - depuis le 6 décembre 2011 au 25 mai 2014 en remplacement de Maggie De Block, ministre.